# Maresma (ecosistema)

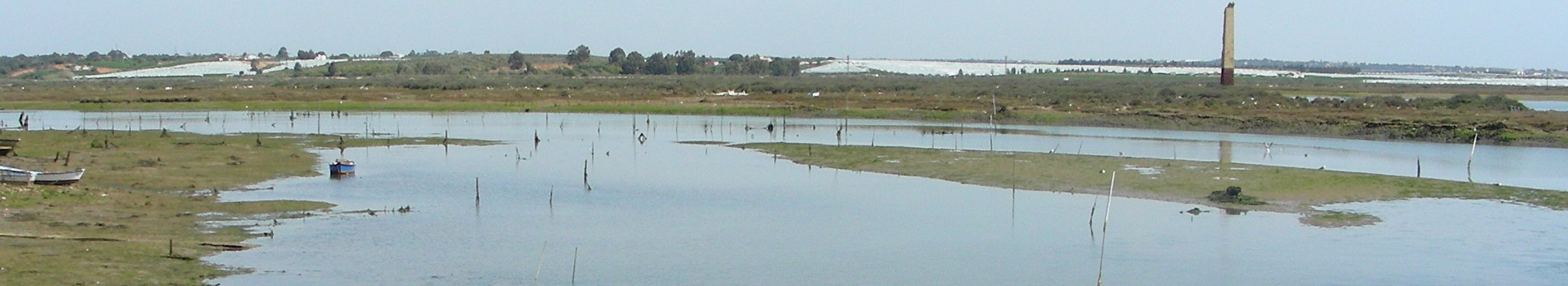
Maresmes d'Illa Cristina

En geografia, una maresma, un maresme, mareny o pantà és un ecosistema humit amb plantes herbàcies que creixen en l'aigua. Solen anar associades a estuaris o terrenys pròxims a la mar, i reposen comunament en sòls amb fons arenosos. L'aigua d'un mareny pot ser marina, és a dir, salada, encara que normalment és una mescla d'aigua marina i dolça, denominada salobre. Una maresma és diferent d'un pantà, que és dominada per arbres en comptes d'herbàcies. Un mareny pot definir-se com un terreny baix i pantanós que és inundat per les aigües de la mar.
Les maresmes són molt importants per a la vida silvestre essent un dels hàbitats preferits per a criar una gran varietat de vida; de diminutes algues planctòniques, fins a una abundant quantitat de flora i fauna, fonamentalment ocells.

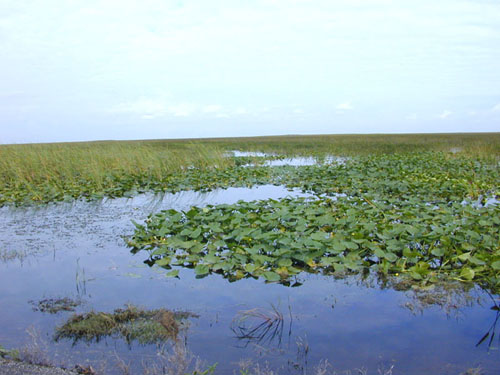
Mareny de Florida

## Generalitats
La maresma és un ecosistema que té per unitat el relleu principal d'una depressió (normalment causada per un riu) que és annexa a la mar, la qual cosa produeix un terreny baix i pantanós que s'inunda per efecte de la marea i de l'arribada de les aigües dels rius que desemboquen en les seves proximitats. Encara que en les fins dels rius existeixi aquest paisatge climàtic azonal, també pot coexistir en el mateix lloc deltes o estuaris.
Els marenys són aiguamolls que es consideren com un autèntic ecosistema per la gran quantitat d'organismes que hi habiten, de diminutes algues planctòniques fins a una abundant quantitat de flora i fauna, fonamentalment ocells. Les zones de mareny són les més riques i fèrtils del món pel que fa a conreu, puix que la marea diposita sediments en pujar. Això és pel fet que són zones intermareals, és a dir, aquelles on els corrents de les marees transporten i dipositen sediments pròxims a la costa. Aquests són, fonamentalment, llim, argila i sorra, que, juntament amb altres components, formen la torba, un material orgànic compacte, de color marró fosc i ric en carboni, que s'utilitza com a combustible de biomassa i com a adob. En l'ecosistema de mareny compleixen diverses funcions, entre les quals esmorteir i minimar els corrents marins quan hi ha molt de vent (com en una tempesta).
Les poblacions de llúdries han consumit els marenys, la qual cosa ha perjudicat la barrera contra tempestes.

## Característiques
Els marenys es caracteritzen per la falta de relleu i per la seva estacionalitat, és a dir, pels canvis profunds que es produeixen en les estacions de l'any i per les elevacions de marea.
La uniformitat dels marenys sol es trenca per petits accidents coneguts amb el nom de vetes, que són elevacions que s'originen durant l'estació plujosa; sense elles podrien perir ofegats molts animals terrestres, com a conills i llebres.

## Exemple
Un exemple d'aquesta mena d'ecosistema són els Marenys del Guadalquivir, en Sanlúcar de Barrameda, prop de Cadis. Les seves aigües desembocaran a l'Oceà Atlàntic. Tenen una extensió aproximada de 2000 km², (200.000 hectàrees) i són aproximadament 37°2′0″N, 6°24′28″O. Es considera com un parc natural d'ençà de 1989, amb 53 709 ha, i parc nacional a partir de 1994, amb 89 000 000 ha.

## Relleu
En un ecosistema de marenys existeix un escàs relleu, les altituds van de 0 metres a 10 metres.
Les formes dominants del relleu continental d'aquest ecosistema són fonamentalment les planes i les depressions, encara que poden existir muntanyes i altiplans com a límit geogràfic en la zona perifèrica. Els marenys presenten diversos nivells d'estancament, que corresponen amb diferents nivells de terrasses. Una terrassa és el rebliment d'una depressió produïda d'un riu que s'inunda a causa de les marees. Les formes dominants del relleu costaner s'assemblen a una ria, on la mar va guanyant espai cap a l'interior del continent.

## Aigües

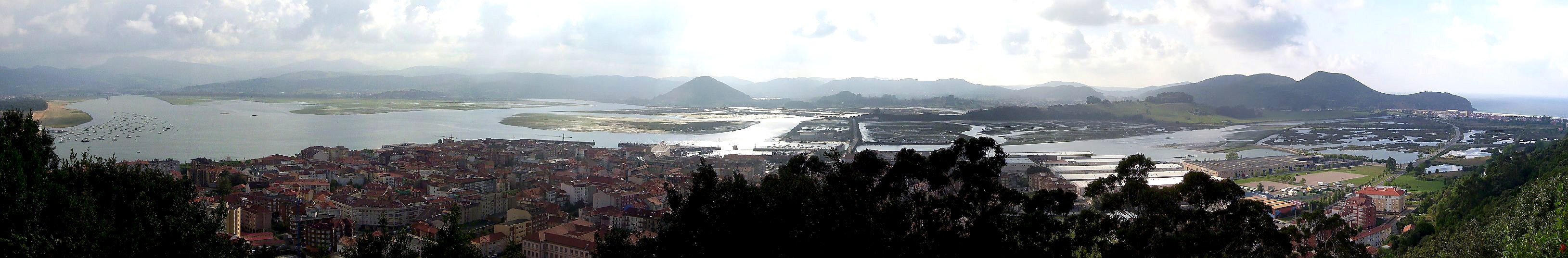
Marenys de Santoña i Noja. Panoràmica de l'estuari en la desembocadura del riu Asón.

Encara que els marenys són medis naturals molt complexos, pot establir-se com a característica definitòria d'aquests ecosistemes la confluència d'aigües dolces i salades en àrees poc profundes afectades per les marees. A causa de la presència de dos tipus diferents d'aigua, l'aigua dels marenys és salobre com a conseqüència de la seva salinitat intermèdia entre la de la mar i la de les aigües continentals procedents dels rius.
Les marees solen ser altes, perquè sovint inunden les planes provocades pel rebliment de les depressions litorals tancades, que creguin terrasses cada vegada més altes, afavorint així la sedimentació de llims. Les mars i oceans pels quals són banyades depenen de la zona. Normalment, els marenys són d'aigua salada, però hi ha vegades on aquestes aigües són dolces, per efecte del riu que les conté.
Al parc natural i Nacional de Doñana, per exemple, hi ha els Marenys del Guadalquivir, que són banyades per l'Oceà Atlàntic. El principal riu que banya aquest ecosistema és el Guadalquivir, que neix a Poz de Alcón, Sierra de Cazorla (Jaén), té una llargada de 657 quilòmetres, un cabal moderat i tan sols és navegable a partir de la mar fins a Sevilla.

## Clima
El clima d'aquest ecosistema no és fix, essent un paisatge azonal (com el seu nom indica, no té zona pròpia; és a dir, que no és influït per la latitud, longitud, temperatura, etc.), no té clima predeterminat. No obstant això, sí que pot prendre's un exemple de marenys. El clima dels Marenys del Guadalquivir és un clima suau, mediterrani, amb una temperatura mitjana anual de 15 °C. El clima mediterrani es caracteritza per tenir hiverns relativament humits i estius secs, resultants de les variacions del front polar (àrtic) i de les altes pressions subtropicals (procedents en la seva major part d'Àfrica). Les precipitacions són més freqüents en les estacions intermèdies, com la primavera i, especialment, la tardor, estació que pot donar lloc a pluges torrencials a causa de l'acumulació de calor en les masses d'aigua durant l'estiu, i l'arribada de gotes fredes polars. Aquests darrers es denominen així pel fet que provoquen situacions de temps estable i absència de precipitacions. Les temperatures són suaus durant tot l'any, amb una mitjana d'uns 15 °C. El més significatiu del clima són els tres o cinc mesos d'ariditat en l'estiu, quan està sota el domini de l'anticicló subtropical. En la classificació establida pel climatòleg i botànic alemany Wladimir Köppen, es considera un Cs, és a dir, superior a 0 °C i inferior a 18 °C i estació seca a l'estiu. Alguns climatòlegs ho consideren Csb, que significa el mateix que Cs, però amb el mes més calorós per sota de 22 °C, o Csa; mes més calent per sobre de 22 °C. Prioritàriament, es considera Espanya una de clima Csb, per tant, els marenys del Guadalquivir (Cadis) es consideren també com una zona CSB.

## Fauna i flora

### Fauna

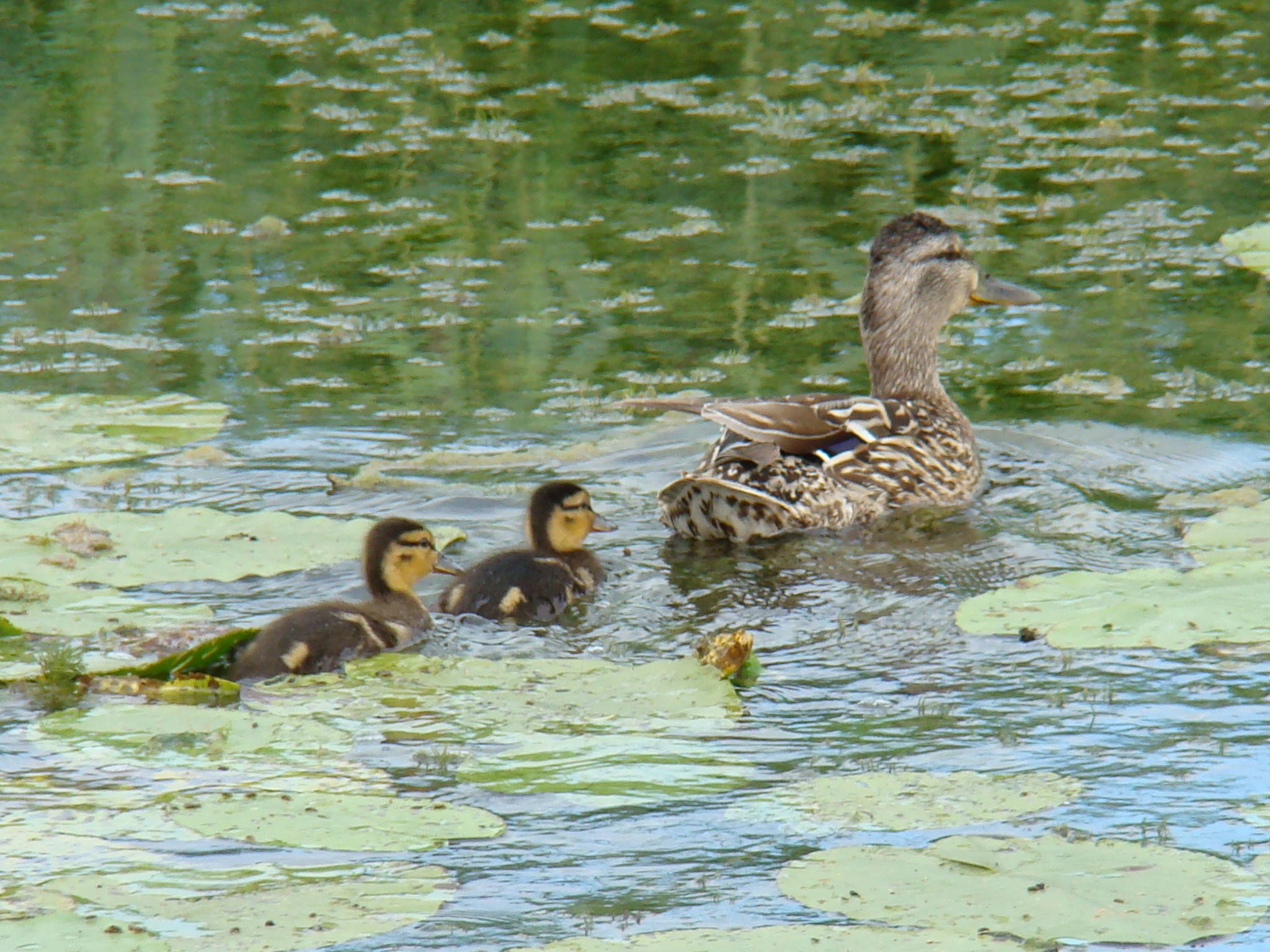
Ànec collverd amb els seus aneguets. Aquest ocell abunda en els maresmes

En aquest ecosistema hi ha les condicions idònies perquè invertebrats, peixos, mol·luscos, ocells i mamífers visquin, s'alimentin i reprodueixin. Els animals fonamentals són els ocells aquàtics. A les maresmes es produeix una aportament de sediments, tant d'origen terrestre (provinent del riu) com marí (provinent de les marees). Aquest fet forneix així una important riquesa en nutrients orgànics. Si a això hi afegim una bona il·luminació (provinent d'una zona denominada zona fòtica (que ve de fotó, partícula de la qual és formada la llum), ens trobem en les condicions idònies per al desenvolupament de multitud d'organismes, tant microscòpics com macroscòpics. Segons això darrer, la fauna d'aquest ecosistema es pot agrupar en:
- Organismes microscòpics: la importància d'aquests organismes radica en el fet que constitueixen la base de la cadena alimentosa. Fonamentalment existeixen bentos (organismes que viuen en les profunditats), nècton, i plàncton.
- Organismes macroscòpics: Dins d'aquest grup, és lloable destacar dos grups: invertebrats i vertebrats.
- Invertebrats, com l'anemone, el corc de coco, el corc de tub i els detritívors filtradors (mol·luscos, crustacis, etc.), que s'amaguen en nínxols juntament amb alguns vertebrats. També abunden els equinoderms, que són objecte d'explotació per l'activitat marisquera d'ençà de temps històrics.
- Vertebrats: són freqüents els peixos, com el salmó, la palaia i l'aligot, que utilitzen els marenys com a centres de fresa. Durant les primeres fases de la seva vida, els peixos troben en aquest ecosistema unes condicions ambientals ideals que els permeten alimentar-se i desenvolupar-se. Un altre tipus de vertebrats són els mamífers. Alguns d'ells són els senglars, els linxs, conills i, fins i tot, cavalls. A l'estat espanyol, el cavall, a causa de l'obligació de viure en ecosistemes d'aquest tipus, ha adquirit una dotació genètica en la manera de caminar pel fet que va haver d'adaptar-la perquè no se li encallessin les peülles. Aquesta dotació genètica fa que qualsevol cavall de raça espanyola o andalusa (anomenat també cartujano, cartoixà) tingui aquestes formes tan estranyes de caminar.

### Flora

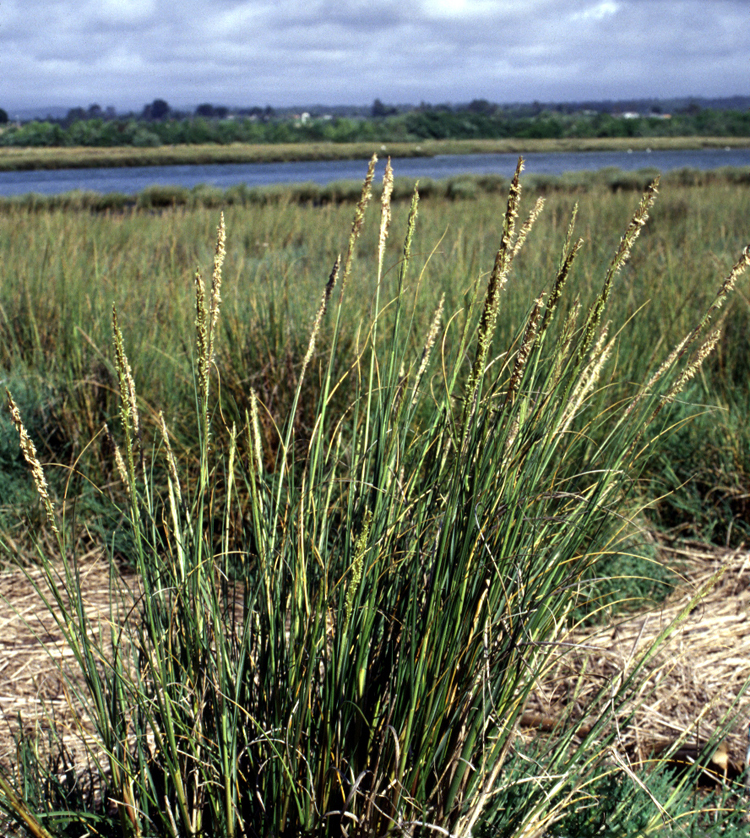
Spartina densiflora, planta adaptada als marenys

En aquest ecosistema, és una veritable proesa l'existència cap de flora. Les plantes que poblen els marenys (també anomenades plantes halòfites) arriben a suportar concentracions de sal de 10%, a causa de l'aigua procedent de la mar, i el vent i el sol s'encarreguen d'evaporar-la. Els sòls, essent inundats, manquen d'una adequada ventilació, la qual cosa porta a la mort de qualsevol planta no autòctona. En la zona de mareny podem distingir clarament les zones que són gairebé contínuament inundades, de les que ho són de manera més esporàdica, per la vegetació existent en cada zona. Les plantes han hagut d'adaptar-se a fortes oscil·lacions en la concentració de sal (osmòtiques), puix que la salinitat de l'aigua pot variar a causa de les pluges i adoptar concentracions iòniques de l'aigua dolça (una error comuna és pensar que l'aigua dolça no té sals, això és fals, el que té és una composició diferent).
Els sòls salins tenen una pressió osmòtica molt alta, encara que siguin xopats d'aigua, i són fisiològicament secs per a les plantes no especialitzades, incapaces d'absorbir l'aigua salada. Una adaptació decisiva per a les plantes que habiten aquestes zones és que les membranes dels pèls absorbents (radiculars) siguin permeables a la sal, que en aquest cas penetra lliurement en els teixits i no exerceix acció osmòtica (pressió osmòtica: en física, pressió que fan una mescla quan les partícules del dissolvent en una dissolució sobre la membrana semipermeable exerceix força que la separa d'una altra de major concentració).
La flora és formada per diverses comunitats vegetals diferenciades les unes de les altres a causa de la diversitat d'hàbitats. Es destaquen quatre grups de vegetació: les prades marines, els spartina, les comunitats suculentes anuals de salicorns i les comunitats halòfiles arbustives. Algunes d'aquestes plantes són: tamariu, savina negra, garric, llentiscle, estepa, romaní i, de la família de la gramínies, Spartina densiflora i Spartina maritima.

## Medi

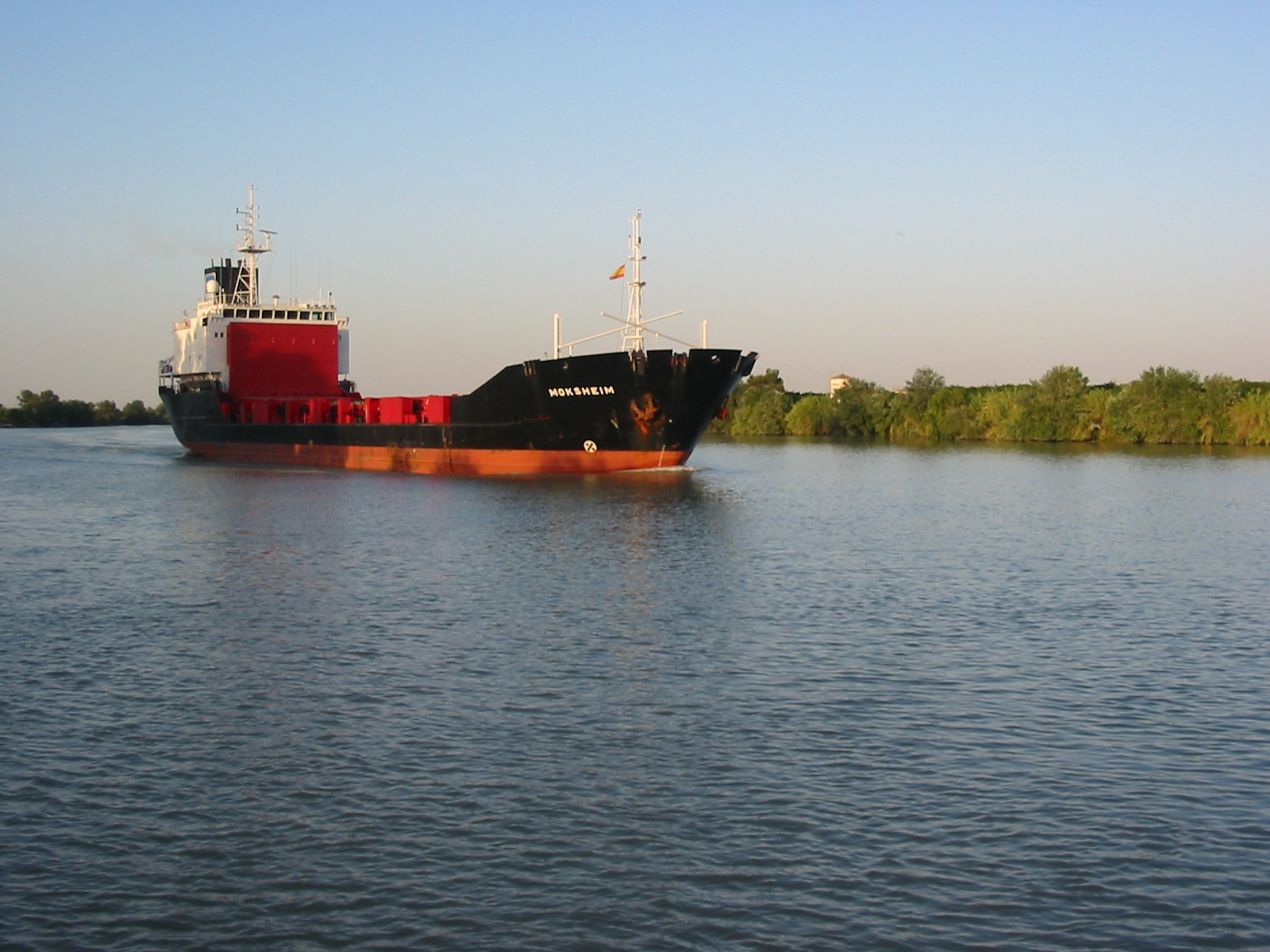
El Guadalquivir a Coria del Río, Sevilla

La marenys no són propícies per a la vida humana, per la qual cosa hi ha a penes vida humana resident en aquest ecosistema. Tanmateix hi ha activitats en els marenys, com són les piscifactories o els molins que usen la força mareal per a la mòlta del gra (molí de marees). Un dels pocs que es conserven és en els marenys d'Illa Cristina. L'anguila i el salmó, per exemple, són els vertebrats aquàtics que formen part de l'activitat de diferents pesqueres. Entorn de la seva explotació s'ha desenvolupat la indústria conservera, especialment de l'anxova i la sardina, que ha transformat l'activitat pesquera i econòmica dels habitants perifèrics a aquesta zona.
En els marenys del Guadalquivir es desenvolupa una altra activitat humana que fa perillar el desenvolupament d'aquest ecosistema, que és la contribució de sediments. Això és degut a diversos factors, entre els quals el fet que els rius van carregats de sediments (contaminació per part de les ciutats) i aquests sediments es dipositen en els marenys. Aquest aportament de sediments ha provocat la progressiva falta de navegació en els rius dels quals procedeixen els sediments. Des que es va executar la primera tala el 1794, l'itinerari del riu fins a Sevilla s'ha reduït dels primitius 120 quilòmetres partint de la desembocadura fins als 80 actuals. Per la mateixa raó el llit principal del riu s'ha canalitzat i excavat en múltiples ocasions. En el segle xx, utilitzant arguments d'higiene i salut pública, es va augmentar la pressió econòmica assecant els marenys, amb la finalitat d'aprofitar econòmicament les terres i destinar-les a l'agricultura, la ramaderia i l'extracció de sal o urbanístics. Això ha fet que s'hagin amputat braços laterals, construït dics i sistemes de drenatge. A això s'ha afegit la transformació de la totalitat de la conca hidrogràfica, amb la construcció d'un potent sistema de regulació i aprofitament de l'aigua que ha modificat radicalment el règim hidrològic del riu, la qual cosa n'ha reduït els estiatges i laminat les avingudes.